# Јасминка Губер
Јасминка Губер (Тузла, СФРЈ 10. август 1986) је босанскохерцеговачка атлетичарка специјалиста за трчање на 1.500 метара.
Пре него се почела бавити атлетиком тренирала је тенис, кошарку, пливање итд. Чланица је Атлетског клуба Слобода Техноград из Тузле и репрезентативка Босне и Херцеговине. Узори су јој маратонка Оливера Јевтић (Србија) и 800-метрашица Јоланда Чеплак (Словенија).
Највећи успех као јуниорка постигла је пласманом у олимпијску репрезентацију Босне и Херцеговине у Атини 2004.. Била је најмлађи члан репрезентације. са 19 година и 15 дана . Такмичила се у дисциплини трчања на 1.500 метара. Није се пласирала у полуфинале, али је својим резултатом 4:17,75 поставила лични рекорд и оборила 20 година стар национални јуниорски рекорд Мирсаде Бурић. Њен резултат је био једина светла тачка у олимпијској репрезентацији те године, јер су сви остали подбацили.
Следеће године учествовала је на Балканском атлетском првенству у дворани одржаном у Атини. Такмичила се у дисциплини трчања на 3.000 метара и резултатом 9:34,32 освојила друго место и сребрну медаљу.

### Лични рекорди Јасминке Губер
- 1.500 м — 4:17,75 Атина 24. август 2004.
- 3.000 м — 9:17,88 Ријека 1. јун 2004.
- 5.000 м — 16:26,8 Нови Сад 20. јун 2004.
- 3.000 м препреке — 10:41,12 Храдец Кралове 2. јун 2007.